# Nyassachromis leuciscus
Nyassachromis leuciscus là một loài cá thuộc họ Cichlidae. Nó được tìm thấy ở Malawi, Mozambique và Tanzania. Môi trường sống tự nhiên của chúng là hồ nước ngọt.